# Unternehmensanleihe
Eine Unternehmensanleihe (auch Industrieanleihe, Industrieobligation oder Unternehmensobligation; englisch corporate bond) ist eine Anleihe eines emissionsfähigen Industrie-, Handels- oder Verkehrsunternehmens.

## Allgemeines
Nach der Art des Emittenten gibt es Staatsanleihen, Kommunalanleihen, Bankanleihen, Pfandbriefe und Unternehmensanleihen. Als emissionsfähig gelten im Prime Standard der Börse Frankfurt alle Großunternehmen, die ein Finanzierungsvolumen in Höhe von mindestens 100 Millionen Euro benötigen, nach dem internationalen Rechnungslegungsstandard IFRS bilanzieren und ein gutes Rating nachweisen. Diese Großunternehmen können ihren Kapitalbedarf im Rahmen der Fremdfinanzierung durch die Emission von einfachen Industrieanleihen, Optionsanleihen oder Wandelanleihen decken. Dazu beauftragen sie im Regelfall im Rahmen der Fremdemission Kreditinstitute, die den Kapitalbedarf zu einer Emission strukturieren und diese durch Börsennotierung und Börsengang am Kapitalmarkt oder durch Privatplatzierung begeben.
Neben der klassischen Anleihe mit festen Zinszahlungen und fester Laufzeit (Standardanleihe) haben sich in den letzten Jahren verschiedene Formen von Unternehmensanleihen entwickelt.

## Geschichte
Die ersten Unternehmensanleihen gaben ersichtlich die im März 1602 gegründete Vereinigte Ostindische Kompanie und die im Juni 1621 entstandene Niederländische Westindien-Kompanie an der Amsterdamer Börse heraus. Die Börse Berlin begann hiermit etwa 1850, die Frankfurter Börse 1866. In den USA spielte die Kapitalaufnahme durch Unternehmensanleihen trotz frühzeitiger Anerkennung als übertragbare Instrumente (englisch negotiable instruments) im Jahre 1855 zunächst gegenüber Aktien eine eher untergeordnete Rolle. Hauptsächlich nutzten in den USA Bergwerke, Eisenbahn- und Kanalbauunternehmen dieses Finanzinstrument. Der erhöhte Kapitalbedarf in Deutschland nach 1900 und die Ausgabe von Industrieanleihen waren nicht allein auf die gestiegenen Investitionen zurückzuführen, sondern auch auf den Ersatz von Innen- durch Außenfinanzierung sowie günstige Kapitalmarktzinsen boten eine Gelegenheit zur Fremdfinanzierung von erhöhten Produktionskapazitäten. Erst im Jahre 1923 führte die Ratingagentur Standard & Poor’s das Rating für Industrieanleihen ein, das Rating für öffentliche Körperschaften folgte 1940.

## Anleihebedingungen

### Rechtsfragen
Die Anleihebedingungen der Industrieobligationen gleichen denen anderer Anleiheformen. Der Anleihezins ungedeckter Industrieobligationen liegt im Regelfall deutlich über dem Zinsniveau des risikofreien Zinssatzes für risikolose Staatsanleihen. Grund hierfür ist die Abhängigkeit der Industrieanleihen von der Ertragskraft des Industrieunternehmens, das einer größeren Insolvenzgefahr unterliegt. Gläubiger von Industrieobligationen müssen deshalb schlimmstenfalls mit dem Totalausfall ihrer Kapitalanlage rechnen, so dass Industrieobligationen der Risikoklasse E zuzuordnen sind.
Das emittierende Unternehmen übernimmt mit der Emission der Anleihe eine schuldrechtliche Verpflichtung, dem Gläubiger den für einen bestimmten Zeitraum überlassenen Kapitalbetrag gegen Zinszahlung zurückzuzahlen. Sofern es sich nicht um eine Nullkuponanleihe (englisch Zerobond) handelt, ist der Emittent verpflichtet, seinen Kapitalgebern darüber hinaus ein festverzinsliches bzw. variabel verzinsliches Entgelt, bezogen auf den Nominalwert der Unternehmensanleihe, zu entrichten. Die Höhe des zu zahlenden Zinses ist in erster Linie von der Bonität des Emittenten abhängig. Weitere Faktoren, die die Höhe des Zinssatzes beeinflussen, sind die Laufzeit der Anleihe (bei normal verlaufender Zinsstrukturkurve ansteigend mit der Laufzeit), der Bekanntheitsgrad des Emittenten und das allgemeine Zinsumfeld. Häufig wird der Zins durch einen Credit Spread (englisch Spread) zur Rendite einer als risikolos betrachteten Staatsanleihe als Referenz ermittelt.
Ungedeckte Industrieobligationen (englisch uncovered bonds) müssen mindestens eine Negativerklärung, eine Cross-Default-Klausel und eine Pari-passu-Klausel enthalten. Die individuelle Ausgestaltung der Anleihebedingungen nimmt mit schlechterem Rating zu. Während bei Anleihen von anlagewürdiger Bonität Standardbedingungen vorzufinden sind, erweitern sich die Bedingungen bei Hochzinsanleihen um Covenants wie Collective Action Clause, Finanzkennzahlen (insbesondere Schuldenkennzahlen) und Kreditereignisse.

### Betriebswirtschaftliche Aspekte
Als äußeres Kennzeichen der Bonitätseinstufung erhält ein Unternehmen eine Bonitätsnote von einer Ratingagentur, die sie im Zeitablauf ändern kann. Dabei verändert sich bei einer Änderung des Ratings auch der aktuelle Kurs und der Credit Spread einer Unternehmensanleihe, so dass Ratingänderungen einen erheblichen Einfluss auf die zu erzielende Rendite einer Anleihe ausüben. Durch das Rating einer Unternehmensanleihe können interessierte Anleger das Risiko dieser Anlageform besser einschätzen.
Im Allgemeinen gilt eine Unternehmensanleihe – im Vergleich zu Aktien desselben Unternehmens – als risikoärmere Anlageform, weil zukünftige Zahlungsströme (Kapitaldienst) von vorneherein feststehen, Dividenden dagegen nicht. Zinsen sind unabhängig von der Ertragslage zu entrichten, Dividenden hingegen nicht. Die Kursschwankungen sind bei Unternehmensanleihen im Regelfall geringer als bei Aktien. An der Wertpapierbörse gehandelte Unternehmensanleihen können jederzeit verkauft werden und weisen deshalb in Normalzeiten eine hohe Marktliquidität auf.

### Bestandteile
- Rendite:  Die Rendite gibt die jährliche Verzinsung an, die der Inhaber erwarten kann, wenn er die Unternehmensanleihe bis Laufzeitende hält. Sie hängt vom Kauf- und Rückkaufkurs, von der verbleibenden Restlaufzeit, von den festgelegten Zinszahlungen und vom allgemeinen Marktzinsniveau ab.
- Kupon:  Der Kupon stellt die regelmäßigen (jährlich, halbjährlich, quartalsweise) Zinszahlungen dar, die der Emittent dem Anleger zahlt. Im Gegensatz zur Rendite sind diese klar fixiert und hängen nicht von Kursschwankungen ab. Eine Ausnahme stellen variabel verzinsliche Unternehmensanleihen (sogenannte englisch Floating Rate Notes, kurz Floater genannt) dar, bei der sich der Kupon auf einen Referenzzinssatz bezieht wie z. B. dem LIBOR oder dem Euribor. Der bei Emission festgelegte Renditeabstand wird dann viertel- oder halbjährig auf diesen Referenzzins aufgeschlagen und stellt den Kupon für die nächste Zinsperiode dar.
- Nennwert:  Der Nennwert ist der Betrag, welcher am Ende der Laufzeit zurückgezahlt wird und worauf sich die Kuponraten beziehen.
- Kurswert:  Der aktuelle Kurswert einer Unternehmensanleihe wird in Prozent vom Nennwert angegeben. Er ist wesentlich vom allgemeinen Zinsniveau abhängig. Wenn das Zinsniveau steigt, dann sinkt der Kurs einer Unternehmensanleihe und andersherum steigt der Kurs, wenn die Zinsen sinken. Außerdem ist der Kurswert abhängig von der Bonität des Emittenten und von der Höhe des Kupons.
- Restlaufzeit:  Sie gibt die Zeitspanne bis zum Zeitpunkt der Rückzahlung der Anleihe durch den Emittenten an.

### Emission
- Fremdemission:  Bei der Fremdemission tritt eine Bank oder auch mehrere Banken gemeinsam (Bankenkonsortium) als Übernahme- (Underwriter) und/oder Platzierungskonsortium – auch als Syndikat bezeichnet – als Mittler auf. Der oder die Underwriter tragen das volle Risiko der Weiterplatzierung der Anleihe bei Investoren und nehmen ggfs. die nicht platzierten Beträge in die eigenen Bücher. Der Emittent erhält dadurch die Garantie der Platzierung durch das Syndikat. Mittlerweile weitverbreitet ist jedoch ein reines Platzierungssyndikat, bei dem die beteiligten Banken sich lediglich bemühen, den gewünschten Betrag bei Investoren zu platzieren (englisch Best Effort Base). Dem Emittenten fließt dann auch nur der platzierte Betrag zu. Im Falle des zu geringen Interesses seitens der Investoren für eine Emission kann diese dann im schlechtesten Fall abgesagt oder zurückgezogen werden, was dann zu einem erheblichen Reputationsschaden für den Emittenten führen kann. Je nach Art der Übernahme des Risikos des Absatzes der Anleihe erhält das Bankenkonsortium eine Bankgebühr vom Emittenten.
- Selbstemission:  Bei der Selbstemission begibt der Emittent die Anleihe selbst ohne die Hilfe von Banken (in Deutschland eher unüblich). Die Vorteile bei einer Selbstemission sind, neben dem Wegfall der Gebühr, die Unabhängigkeit gegenüber Kreditinstituten und die Flexibilität bei der Ausgestaltung der Rahmenbedingungen einer Anleiheausgabe.

Auch wird differenziert zwischen privater und öffentlicher Platzierung der Unternehmensanleihe. Bei der öffentlichen Platzierung (Börsengang) werden Unternehmensanleihen an der Börse eingeführt und gehandelt, bei der sie zu aktuellen Kursen gekauft bzw. verkauft werden können. Bei einer Privatplatzierung wird die Anleihe einem begrenzten Investorenkreis angedient und in der Regel von diesen auch bis zur Endfälligkeit gehalten. Es gibt keinen geregelten Handel in diesen Titeln. Ein Weiterverkauf während der Laufzeit ist nur möglich, wenn der Inhaber der Anleihe sich selbst bemüht, einen Abnehmer zu finden.

## Unternehmensanleihen nach Größe des Emittenten
Zu unterscheiden ist hierbei zwischen Small Cap, Mid Cap und Large Cap.

### Industrieanleihen
Industrieanleihen werden von Industriekonzernen emittiert. Solche Anleihen sind in der Regel durch eine lange Laufzeit und durch hohe Emissionsvolumina gekennzeichnet. Emittenten können neben der Industrie auch große Handelsunternehmen oder Verkehrsunternehmen sein. Das Rating erfolgt hauptsächlich durch die international agierenden Ratingagenturen wie z. B. Standard & Poor’s, Moody’s oder Fitch.

### Mittelstandsanleihen
Mittelstandsanleihen werden von mittelständischen Unternehmen oder von Familienunternehmen herausgegeben, die ihre Finanzierungsstruktur auf den Kapitalmarkt ausweiten möchten. Das Emissionsvolumen ist üblicherweise kleiner als bei Industrieanleihen. Sie bewegt sich in einem Größenumfang zwischen 15 und 150 Millionen Euro. Die Laufzeit beträgt durchschnittlich 5 Jahre, was ebenfalls unter der durchschnittlichen Laufzeit von Industrieanleihen liegt (10 bis 15 Jahre).
Oftmals enthalten Unternehmensanleihen mittelständischer Unternehmen einen fixen Zinskupon, der einen Aufschlag von bis zu 6 Prozentpunkten im Vergleich zu großen Industrieanleihen gleicher Laufzeit aufweist. Da Mittelstandsanleihen, neben institutionellen Anlegern, vor allem an private Anleger adressiert sind, können einzelne Teilbeträge von Investoren erworben werden. Üblicherweise werden Teilschuldverschreibungen mit einem Nominalwert ab 1.000 Euro angeboten.
Im Gegensatz zu den großen Industrieanleihen werden mittelständische Unternehmensanleihen eher von nationalen Ratingagenturen wie Creditreform, Euler Hermes oder Scope bewertet.
Aufgrund der geringeren Emissionsvolumina ist der Handel an der Börse mit Mittelstandsanleihen weniger ausgeprägt als mit Industrieanleihen. In Fachkreisen spricht man von einem erhöhten Liquiditätsrisiko, da es schwieriger ist, einen Käufer für eine Mittelstandsanleihe zu finden. Aufgrund des erhöhten Risikos sind die Renditen bei Mittelstandsanleihen in der Regel höher als bei Industrieanleihen. Zudem wollen Inhaber von Mittelstandsanleihen ihre Papiere in der Regel eher langfristig halten.

## Marktentwicklung

### Märkte
- Nationaler Anleihenmarkt:  Nationale Unternehmensanleihen werden von inländischen Unternehmen emittiert. Die Platzierung der Anleihe im Markt kann im Rahmen einer Selbstemission oder einer Fremdemission vollzogen werden. Dabei erfolgt die Auflegung der Unternehmensanleihe in Heimatwährung unter Berücksichtigung der Vorschriften des Sitzlandes.
- Internationaler Anleihenmarkt:  Internationale Unternehmensanleihen werden von Emittenten aus allen Ländern der Welt ausgegeben. Zu den relevantesten und größten Märkten für Unternehmensanleihen zählen die Europäische Union, die USA, Japan, Indien und China.[9] Die Emittenten stammen vor allem aus den Branchen Automobil, Bauwirtschaft, Finanzdienstleistungen, Energieversorgung, Telekommunikation, Tabak und Nahrungsmittel.[9] Bei internationalen Unternehmensanleihen (Fremdwährungsanleihen) kommt das Währungsrisiko als weitere Risikoquelle hinzu.

### Wachsende Relevanz von Unternehmensanleihen
Erhöhte Ausfallrisiken führten allgemein zu verschärften Kreditvergabe-Richtlinien (Mindesteigenkapitalanforderungen für Kreditrisiken im Rahmen von Basel III), so dass es für Unternehmen schwieriger geworden ist, Kredite von Kreditinstituten zu erhalten. Es ist zu beobachten, dass Banken Kredite nur noch mit (erhöhten) Kreditsicherheiten bzw. mit erhöhten Kreditmargen vergeben. Die Einführung von Basel III in Folge der Finanzkrise ab 2007 hat diese Entwicklung weiter verschärft. Die Refinanzierung von Banken ist teurer geworden, und Risiken werden tendenziell höher eingeschätzt als zuvor. Infolgedessen ist eine zunehmende Differenzierung der Bankkunden nach ihrer Bonität zu beobachten, wodurch Kredite weniger schnell vergeben werden. Es ist darum zu erwarten, dass die Kosten insbesondere für langfristige Kredite steigen, so dass Unternehmen sich zukünftig vermehrt am Kapitalmarkt finanzieren werden.
Studien belegen diese zunehmende Bedeutung von Unternehmensanleihen. Waren im Jahr 2005 Unternehmensanleihen von Emittenten mit Sitz in Deutschland im Wert von circa 83,9 Mrd. Euro im Umlauf, beträgt der Wert im Jahr 2015 circa 257,6 Milliarden Euro. Es ist also ein Anstieg von über 200 % zu beobachten. Im April 2016 befanden sich Anleihen deutscher Unternehmen im Wert von zirka 266,3 Milliarden Euro im Umlauf.
Auf der anderen Seite ist die erhöhte Anlegernachfrage für Unternehmensanleihen ebenfalls ein Hinweis dafür, dass der Markt für Unternehmensanleihen weiterhin wachsen wird. In Zeiten eines niedrigen Zinsniveaus suchen Investoren nach alternativen Anlageformen. Die Renditen aus Staatsanleihen oder klassischen Bankprodukten befinden sich auf einem sehr niedrigen Niveau, so dass immer mehr Anleger davon abweichen. Auch institutionelle Investoren, die aufgrund regulatorischer Vorschriften erheblichen Anlagerestriktionen ausgesetzt sind, nehmen inzwischen Unternehmensanleihen als wesentliche Anlagealternative in ihren Bestand. Innerhalb ihres Anleihebestands ist der Unternehmensanteil in den Jahren 2011 bis 2015 von 14,8 % auf 23,1 % gestiegen.

## Bewertung von Unternehmensanleihen
Der Wert einer Unternehmensanleihe, ausgedrückt im Börsenkurs, unterliegt unterschiedlichen Einflussfaktoren. Kursschwankungen hängen vom allgemeinen Marktzins, von der Restlaufzeit, von den Kuponzahlungen und von der Bonität des Emittenten ab. Die Nachfrage nach neu emittierten Anleihen steigt daraufhin tendenziell, da Anleger von höheren Nominalzinsen profitieren wollen/können. Dies lässt sich auch leicht mathematisch erklären, da der Marktwert einer Unternehmensanleihe sich aus der Summe der zukünftig diskontierten Zahlungen ergibt. Dabei werden die Zahlungen mit dem Kapitalmarktzins diskontiert. Andersherum ist der Marktwert umso höher, je höher die fixen Kuponzinsen sind.
Ein wesentlicher Faktor ist auch die Restlaufzeit, da der Kurs einer Unternehmensanleihe zu seinem Nominalwert konvergiert, je näher die Anleihe dem Tag der Rückzahlung kommt. Auch die Bonität des Emittenten führt zu veränderten Marktwerten. Gerüchte über Zahlungsschwierigkeiten oder tatsächliche Ausfälle bewirken erhebliche Kurseinbrüche von Papieren des jeweiligen Emittenten.

## Anleihetypen

### Arten
- Annuitätenanleihen sind Wertpapiere, bei denen der Anleger sein Kapital bis zur Fälligkeit in gleichen Raten zurückbezahlt bekommt. Die Raten setzen sich aus dem Kupon und einem Teil der Tilgung zusammen.
- Floating Rate Notes (Floater, Anleihen mit variablem Nominalzins) sind Papiere, bei der eine Anpassung des Nominalzinses während der Laufzeit erfolgt. Diese soll den Anleger vor Zinsänderungen schützen. Dabei ist die Höhe der Verzinsung an einen Referenzzinssatz gekoppelt wie z. B. den LIBOR (London Interbank Offered Rate) oder den EURIBOR (European Interbank Offered Rate) oder auch den Renditen für kurzfristige Schuldverschreibungen (z. B. Schatzwechsel, T-Bills). Floater sind häufig auch mit Zinsuntergrenzen (Floor-Floater) oder Zinsobergrenzen (Cap-Floater) ausgestattet.
- Gewinnschuldverschreibungen kombinieren einen Festzins mit variabler Gewinnbeteiligung, sofern eine Dividende an Aktionäre ausgeschüttet wird.
- Inflationsgebundene Anleihen (englisch Inflation-linked bonds) bieten Anlegern einen Schutz gegen das Inflationsrisiko. Dabei wird der Nominalwert innerhalb eines bestimmten Zeitraums der Inflation entsprechend angepasst, wobei meist der Verbraucherpreisindex als Bezug herangezogen wird.
- Losanleihen (oder Prämienanleihen) sind Anleihen, bei denen statt oder neben einem Anleihezins eine Prämie aus einer Lotterie gezahlt wird.
- Nullkuponanleihen (Zerobonds) sind Anleihen, die keine festen Kuponzahlungen beinhalten. Der Anleger erhält eine Rendite, die sich lediglich aus der Differenz zwischen Ausgabekurs und Rückzahlungskurs ergibt. Aus diesem Grund werden Zerobonds in der Regel mit einem hohen Abschlag (Disagio) emittiert und bei Fälligkeit zu 100 % zurückgezahlt.
- Perpetuals (Perpetuities, Konsolbonds) sind eine Sonderform von Unternehmensanleihen, bei denen der Emittent das Geld nie zurückzahlen muss. Die Rendite für Anleger ergibt sich hier lediglich aus den Kuponzahlungen, die allerdings in der Regel höher ausfallen als bei Standardanleihen. Sie sind bei Unternehmensanleihen unüblich und kommen lediglich bei Staatsanleihen vor.
- Standardanleihen sind Anleihen mit einer festen Verzinsung auf den Nominalwert und einer festen Laufzeit.
- Anleihen mit Step-Up-Kupons sind Anleihen, bei denen der Kupon bei Ratingänderungen angepasst wird. Bei einer Herabstufung des Ratings der Anleihe steigt der Zins, umgekehrt sinkt der Zins bei einer Heraufstufung.
- Stufenzinsanleihen sind Papiere, bei denen der Kupon mit der Restlaufzeit steigt (englisch Step-Up-Anleihe) oder sinkt (englisch Step-Down-Anleihe), wobei die Zinsrichtung bei der Emission festgelegt wird.
- Tilgungsanleihen (und Auslosungsanleihen) sind Anleihen mit einer fixen Kuponzahlung, wobei die Rückzahlung der Anleihe nicht vollständig am Laufzeitende erfolgt, sondern über einen bestimmten Zeitraum. Der Emittent legt üblicherweise zunächst eine tilgungsfreie Zeit fest, danach wird regelmäßig gelost, welcher Gläubiger sein Geld zurückbezahlt bekommt. Hierbei handelt es sich um eine äußerst seltene Form von Unternehmensanleihen.

### Optionen
- Wandelschuldverschreibung (Wandelanleihen, englisch Convertible Bonds) sind Papiere, bei der der Anleger am Laufzeitende das Recht hat, den Nennwert der Anleihe in eine vorher festgelegten Anzahl an Aktien umzutauschen.
- Optionsanleihen haben in der Regel eine Laufzeit zwischen 10 und 12 Jahren. Bei Ausgabe der Optionsanleihe werden neben den Zins- und Rückzahlungsmodalitäten auch die Bedingungen für den Bezug von Aktien festgelegt – also das Bezugsverhältnis, der Bezugskurs und die Bezugsfrist. Innerhalb der Bezugsfrist kann dann eine bestimmte Anzahl von Aktien zum Bezugskurs erworben werden. Das Ausüben der Option ist unabhängig von der Anleihe. Wegen des zusätzlichen Optionsrechts ist der Nominalzins der Optionsanleihe vergleichsweise niedrig. Für Unternehmen stellen Optionsanleihen eine günstige Form der Finanzierung dar, da durch den beigefügten Optionsschein die Zinszahlungen gegenüber einer normalen Anleihe gesenkt werden können. Bei Ausübung der Option wirkt sich die Erfüllung in Aktien nicht auf die Liquidität des Unternehmens aus. Für Anleger verbindet dieses Finanzderivat die Eigenschaften einer Anleihe mit denen der Aktie. Bei steigendem Aktienkurs kann mit dem Optionsschein durch die Hebelwirkung eine höhere Rendite erzielt werden. Im Fall sinkender Aktienkurse wird zwar der Optionsschein im Extremfall wertlos, die Zins- und Rückzahlungen der Anleihe bleiben jedoch unverändert bestehen. Im Unterschied zu einer Wandelanleihe bleibt die Inhaberschuldverschreibung einer Optionsanleihe auch beim Ausüben der Option bis zum Ende der Laufzeit bestehen. Die Wandelanleihe hingegen ist beendet, sobald der jeweilige Investor von seinem Wandlungsrecht Gebrauch gemacht hat. Selbst bei Nichtausübung des Optionsrechts einer Optionsanleihe besteht die Möglichkeit, dieses getrennt von der Anleihe zu veräußern, da das Optionsrecht in der Regel separat an der Börse notiert ist.
- Aktienanleihen (englisch Equity Bonds) sind Papiere, bei der der Emittent am Laufzeitende das Recht hat, den Nennwert der Anleihe in eine vorher festgelegte Anzahl an Aktien umzutauschen. Üblicherweise sind bei solchen Anleihen Risikozuschläge in den Kuponraten enthalten.
- Callable-Bonds sind Anleihen, bei der der Emittent das Recht hat, das Geld vor Laufzeitende vollständig zurückzuzahlen. Der Schuldner wird von diesem Recht Gebrauch machen, wenn die Zinsen gesunken sind und er sich zu günstigeren Konditionen Kapital am Kapitalmarkt beschaffen kann.
- Putable-Bonds sind Papiere, bei der der Anleger das Recht hat, die vollständige Rückzahlung vor Laufzeitende vom Emittenten zu verlangen. Der Investor wird von seinem Recht Gebrauch machen, wenn sich die Bonität des Emittenten verschlechtert hat oder die Kapitalmarktzinsen gestiegen sind und somit eine Investition in höher verzinste Anleihen möglich ist.

### Besicherung
- Gedeckte Schuldverschreibung (englisch covered bond): Das emittierende Unternehmen besichert die Anleihe durch eigene Vermögenswerte und kann dadurch das Risiko des Anlegers mindern, was in einem niedrigeren Anleihezins zum Ausdruck kommt.
- Ungedeckte Schuldverschreibung (englisch unsecured bond): Das emittierende Unternehmen haftet für die Verpflichtungen aus der Schuldverschreibung mit seiner Ertragskraft. Bei Zahlungsunfähigkeit wird das Unternehmen verwertet, so dass für die Anleger das Risiko eines Totalausfalls der Kapitalanlage besteht.

## Betriebswirtschaftliche Aspekte
Die 1950er und frühen 1960er Jahre des industriellen Wachstums waren in Deutschland die große Zeit der Industrieobligation. Im Jahre 1960 notierten die deutschen Börsen über 260 verschiedene Industrieobligationen. Das Schuldscheindarlehen löste Mitte der 1960er Jahre die Industrieobligation zunehmend ab. Das seit Juli 2013 geltende Kapitalanlagegesetzbuch (KAGB) verlangt von den emittierenden Unternehmen die Veröffentlichung eines Emissionsprospektes, der bestimmte Mindestangaben enthalten muss (§ 165 KAGB).
Anzahl und Marktvolumen haben sich bei Unternehmensanleihen zwischen 1990 und 2004 im Euro-Raum mehr als verdoppelt, was auch auf deren (risikobedingt) höhere Rendite zurückzuführen ist. In der Finanzkrise ab 2007 verloren Industrieanleihen wieder an Bedeutung, weil diese Finanzkrise auch zu Unternehmenskrisen von Großunternehmen führte.
Für die emittierenden Unternehmen sind Obligationen steuerlich günstiger als Aktien, da der Zinsaufwand als Betriebsausgaben den steuerpflichtigen Gewinn mindert, während Dividenden als Gewinnverwendung voll zu versteuern sind. Allerdings unterliegen Industrieobligationen als Dauerschulden der Gewerbesteuer. Ein wesentlicher Nachteil liegt darin, dass der Zinsaufwand vom Unternehmen auch in Verlustzeiten zu erbringen ist, während Dividenden gekürzt werden oder ganz entfallen können. Die Ansprüche von Gläubigern auf Zins- und Tilgungszahlungen sind allerdings rangmäßig vor den Ansprüchen von Aktionären oder anderen Eigentümern zu befriedigen.
Das höhere Risiko von Industrieanleihen gegenüber den als risikolos einzustufenden Staatsanleihen kommt in einen hohen Credit Spread zum Ausdruck, der die höheren Vergütungsforderungen der Anleger für die unterschiedlichen Risiken der Unternehmensanleihe widerspiegelt. Wegen des höheren Zinsniveaus weisen Industrieanleihen eine niedrigere Duration als risikolose Staatsanleihen auf.
Im Juni 2013 gab es 500 börsennotierte Anleihen von deutschen Nichtbank-Kapitalgesellschaften von 236 Emittenten, davon 136 KMUs. Ihr Marktvolumen belief sich auf 228 Mrd. Euro (davon Großunternehmen 221,7 Mrd. Euro).

## Bilanzierung
Das emittierende Unternehmen muss aufgenommene Industrieanleihen nach § 266 Abs. 3 C Nr. 1 HGB unter den Verbindlichkeiten gesondert als „Anleihen“ passivieren. Kapitalgesellschaften sind außerdem nach § 285 Nr. 1a HGB verpflichtet, im Anhang Anleihen mit einer Restlaufzeit von mehr als fünf Jahren auszuweisen.
Im Juni 2016 begann die EZB im Rahmen ihres Ankaufprogramms (von Staatsanleihen, gedeckten Anleihen und forderungsbesicherten ABS-Papieren) auch mit dem Kauf von Unternehmensanleihen (englisch Corporate sector purchase programme). Die EZB oder die ausgewählten sechs Zentralbanken erwerben danach in Euro denominierte Anleihen von Unternehmen aus dem Euro-Raum, die über eine anlagewürdige Bonitätsbewertung (englisch investment grade) verfügen. Die Zentralbanken kaufen sowohl am Primär- als auch am Sekundärmarkt. Die Anleihen müssen eine Laufzeit von mindestens sechs Monaten bis zu 30 Jahren ab Kauf aufweisen. Die Zentralbanken können im Auftrag des Eurosystems bis zu 70 % einer einzelnen Emission erwerben.

## Risiken
Bei Unternehmensanleihen gibt es für den Anleger vier wesentliche Risiken, die auch kumulativ auftreten können.
- Kreditrisiko: Es tritt ein, wenn der Anleiheschuldner Zinszahlung oder Tilgung ganz oder teilweise nicht erbringen kann. Dieses Gläubigerrisiko ist bei gedeckten Anleihen, die durch Vermögenswerte des Anleiheschuldners gesichert sind zwar niedriger, aber nicht vollständig eliminiert. Unternehmensanleihen sind meist ungedeckte Anleihen.
- Zinsänderungsrisiko: Dieses Risiko tritt für den Anleger ein, wenn das aktuelle Zinsniveau die Rendite (näherungsweise auch: den Nominalzinssatz) während der Laufzeit der Anleihe übersteigt.
- Kursrisiko: Es entsteht für Anleger, aus deren Sicht die Anleihewährung (hier üblicherweise der Euro) eine Fremdwährung ist, wenn der Devisenkurs während der Laufzeit der Anleihe unter den ursprünglichen Anschaffungskurs fällt.
- Inflationsrisiko: Dieses Risiko tritt ein, wenn die Inflation während der Laufzeit der Anleihe höher als erwartet ausfällt. Es ist die Unsicherheit über die reale Höhe der zukünftigen Auszahlungen. Es ist vom Zinsänderungsrisiko getrennt zu bewerten, weil der Fisher-Effekt nur langfristig empirisch nachweisbar ist. Bei inflationsindizierten Anleihen ist dieses Risiko ausgeschaltet.

Diese Risiken führen zur Einordnung einer Anleihe in eine bestimmte Risikoklasse.

## International
In der Schweiz unterscheidet das Obligationenrecht (OR) nicht zwischen Anleihe und Obligation, sondern spricht in den Art. 1157 OR bis Art. 1186 OR bei der rechtlichen Umschreibung einheitlich von Anleihensobligation. Die meisten dieser Artikel befassen sich mit der Gläubigergemeinschaft der Obligationäre, die pro Forma bereits mit der Emission einer Anleihe existiert, allerdings in der Praxis erst im Konkursfall Bedeutung erlangt. Da auch z. B. Geschäftsbanken, Versicherungen und beliebige andere Firmen Obligationenanleihen begeben können, existiert der Begriff Industrieobligation nur als Unterkategorie. Vom schweizerischen Staat emittierte Anleihens-Titel heißen Bundesobligation, die gesamten Anleihen werden als Bundesanleihen bezeichnet.
In Österreich sind Unternehmensanleihen nicht an eine gewisse Rechtsform (wie etwa GmbH, AG, KG, OG) gebunden. Es muss sich beim ausgebenden Unternehmen auch nicht um eines mit einer gewissen Betriebsgröße handeln. Rechtlich vorgesehen ist die sehr freie Ausgestaltung der Anleihebedingungen, bei denen Unternehmen unter anderem in Bezug auf die Laufzeit der Anleihe, den Nominalzins oder die Währung nur wenig eingeschränkt sind. Eine der bekanntesten österreichischen Unternehmensanleihen ist die von Spar, die seit 2012 diese Anleiheform ausgibt.